# Fabian Herbers
Fabian Herbers (* 17. August 1993 in Ahaus) ist ein deutscher Fußballspieler. Der offensive Mittelfeldspieler steht seit Januar 2025 beim kanadischen Franchise CF Montréal in der Major League Soccer unter Vertrag.

## Karriere

### Jugend
Der in Ahaus geborene und aufgewachsene Herbers erlernte das Fußballspielen beim FC Ottenstein. Später wechselte er zum SuS Stadtlohn und anschließend in die Jugend des niederländischen Erstligisten FC Twente Enschede, wo er sechs Jahre spielte. Von dort aus kehrte er 2011 ins Münsterland zurück und schloss sich der A-Jugend von Preußen Münster an. Für Preußen erzielte er während der Saison 2011/12 vier Tore in 25 Spielen in der A-Junioren Bundesliga West.

### VfL Rhede
Im Sommer 2012 wechselte er zum VfL Rhede und spielte in der Saison 2012/13 in der Oberliga Niederrhein. Dort stand er 31-mal auf dem Platz und erzielte dabei sieben Tore.

### College-Fußball in den USA
2013 ging Herbers an die Creighton University in Omaha, Nebraska, und studierte dort Betriebswirtschaftslehre. Während der nächsten drei Jahre spielte er erfolgreich College Soccer für die Creighton Bluejays in der Big East Conference. Er absolvierte in drei Spielzeiten 62 Spiele für die Bluejays und erzielte 28 Tore. In dieser Zeit wurde er zweimal zum Big East Offensive Player of the Year gewählt.
In den jeweiligen Pausen der College-Saison spielte er auch in Deutschland weiter Fußball und stand für die erste Mannschaft der SpVgg Vreden, die in der sechstklassigen Westfalenliga spielte, immer mal wieder auf dem Platz.

### Major League Soccer
Am 11. Januar 2016 wurde er beim MLS SuperDraft 2016 von Philadelphia Union als sechster Spieler ausgewählt. In der MLS gab er sein Debüt am 6. März 2016 im Spiel gegen den FC Dallas. Er spielte über die gesamte Zeit ebenfalls im Farmteam Bethlehem Steel in der United Soccer League. Dort erzielte er am 25. März 2016, in seinem ersten Spiel, ein Tor. Dieses war gleichzeitig das erste Tor in der Geschichte des Franchises.
Zur Saison 2019 wechselte Herbers wie auch sein Union-Teamkollege C. J. Sapong zu Chicago Fire. Dort spielte er u. a. mit Bastian Schweinsteiger zusammen. Nach sechs Jahren in Chicago wechselte Herbers im Januar 2025 ligaintern zum kanadischen Franchise CF Montréal.

## Sonstiges
Größere Bekanntheit im deutschsprachigen Raum erlangte Herbers, als er sich als Fan des Podcast Gemischtes Hack von Comedian Felix Lobrecht und Autor Tommi Schmitt bekannte und diese ihn seitdem immer wieder als „Fußballgott“ feiern.